# 寒河江郵便局
寒河江郵便局（さがえゆうびんきょく）は山形県寒河江市にある郵便局。民営化前の分類では集配普通郵便局であった。

## 概要
住所：〒991-8799 山形県寒河江市丸内1-2-2

## 沿革
- 1872年10月3日（明治5年9月1日） - 寒河江郵便取扱所として開設[1]。
- 1875年（明治8年）1月1日 - 寒河江郵便局（五等）となる。
- 1881年（明治14年）5月 - 為替・貯金取扱を開始。
- 1891年（明治24年）3月21日 - 寒河江郵便電信局となる。
- 1903年（明治36年）4月1日 - 通信官署官制の施行に伴い寒河江郵便局となる。
- 1950年（昭和25年）10月1日 - 特定郵便局から普通郵便局へ局種別改定[2]。
- 1950年（昭和25年）11月16日 - 電気通信業務を、新設の寒河江電報電話局に移管[3]。
- 1956年（昭和31年）9月1日 - 電話通話および和文電報受付事務の取扱を開始。
- 1981年（昭和56年）11月2日 - 寒河江市南町二丁目から、同市丸内一丁目に局舎を新築、移転。
- 1999年（平成11年） - 外国通貨の両替および旅行小切手の売買に関する業務取扱を開始。
- 2007年（平成19年）3月5日 - 高松郵便局から集配業務を移管[4]。
- 2007年（平成19年）10月1日 - 民営化に伴い、併設された郵便事業寒河江支店に一部業務を移管。
- 2012年（平成24年）10月1日 - 日本郵便株式会社の発足に伴い、郵便事業寒河江支店を寒河江郵便局に統合。

## 取扱内容
- 郵便、印紙、ゆうパック、内容証明
- 貯金、為替、振替、振込、国際送金、国債、投資信託
- 生命保険、バイク自賠責保険、自動車保険
- ゆうちょ銀行ATM
- 寒河江市内（〒991-00xx、990-05xx）、および寒河江市内にある西村山郡大江町の飛地部分（〒991-0801）の集配業務
- ゆうゆう窓口

## 周辺
- 寒河江市立寒河江小学校
- 寒河江市役所
- 寒河江市立図書館
- 国道112号

## アクセス
- JR左沢線 寒河江駅から徒歩約9分
- 山交バス 寒河江郵便局前停留所下車
- 山形自動車道 寒河江ICから北西へ、もしくは寒河江SAスマートICから北東へそれぞれ約2.5km
- 駐車場あり：27台